# Gal·lès
El gal·lès o gal·lés (en gal·lès: Cymraeg) és una llengua celta que parlen unes 600.000 persones, tot i que es fan esforços per recuperar-la, atès que és la llengua cooficial de Gal·les i com a tal s'ensenya a l'escola. La llengua és documentada del segle VI dC ençà; la seva literatura és de les més antigues d'Europa.

## Presència als mitjans
Avui dia hi ha moltes escoles i universitats que ensenyen tant en gal·lès com en anglès. El govern de la nació i també tots els serveis públics són bilingües. Hi ha diversos diaris, revistes, i radioemissores disponibles en gal·lès i també, des de 1982, un canal de televisió en aquest idioma, anomenat Sianel Pedwar Cymru o S4C.

## Nombre de parlants
El gal·lès era la llengua principal en totes parts de Gal·les abans que el rei Eduard I d'Anglaterra sotmetera el país a la corona d'Anglaterra, durant el segle xiii, i erradiqués les seves institucions de poder i govern, assimilant la figura del príncep de Gal·les en la persona de l'hereu del tron anglès. Des del 1870, però, la davallada de la llengua ha estat constant, tant per l'emigració dels gal·lesos com per l'escolarització en anglès. El seu nombre ha anat baixant al llarg dels anys:
- 1801 = 587.000 habitants, dels quals 470.000 parlants (80%)
- 1891 = 1.700.000 habitants, dels quals 898.914 parlants	(54,4%)
- 1901 = 2.015.000 habitants, dels quals 929.824 parlants (46,15%)
- 1911 = 2.205.000 habitants, dels quals 977.336 parlants (43%)
- 1921 = 2.660.000 habitants, dels quals	929.183 parlants (37,2%)
- 1931 = 2.158.000 habitants, dels quals	794.144 parlants (36,8%)
- 1951 = 2.597.000 habitants, dels quals	737.548 parlants (28,4%)
- 1961 = 2.644.000 habitants, dels quals 652.000 parlants (26%)
- 1971 = 2.700.000 habitants, dels quals 542.402 parlants (20,84%)
- 1981 = 2.807.000 habitants, dels quals 503.549 parlants (19,1%)
- 1991 = 2.914.000 habitants, dels quals	572.102 parlants (19,63%)

La gran davallada de l'idioma en els darrers anys no sembla que es degui tant a un hipotètic abandó de la llengua per part dels nadius, sinó per la forta emigració dels pagesos (que el parlen) i l'arribada d'immigrants anglòfons que s'estableixen a les ciutats, procés ja iniciat durant els anys 20 i 30, així com per l'ús exclusiu de l'anglès en l'administració i en la justícia fins fa molt pocs anys. Així, les causes de la pèrdua de parlants entre el 1920 i el 1960 es deu a les causes següents:
- Forta immigració anglesa i irlandesa
- Creació d'una xarxa d'escoles estatals unilingües en anglès
- Augment del prestigi de l'anglès en els mitjans de comunicació
- Despoblament rural
- Implantació del servei militar
- Crisi religiosa amb davallada de la tradicional capella gal·lesa
- Augment dels matrimonis mixtos, en què s'imposa l'anglès

Encara que l'anglès és la llengua dominant a Gal·les en l'actualitat, l'idioma gal·lès encara hi és important, i no té risc de desaparició a curt termini. Segons el cens de població del 1991, hi havia oficialment 508.098 parlants de gal·lès a Gal·les. Tanmateix, les dades del Welsh Office del 1992 afirmaven que el total de gal·lesoparlants era de 930.200; d'ells, 467.300 eren capaços de parlar una mica de gal·lès, 94.900 el parlaven de manera acceptable i 368.000 eren totalment gal·lesoparlants.
Endemés de tots aquests que ja s'han comptat, es calcula que hi ha uns 25.000 gal·lesoparlants a l'Argentina, bilingües amb el castellà, a les 17 parròquies dels establiments de Cwn Hyfryd i Y Wlafda, a Chubut. També hi ha 150.000 parlants més a la resta de la Gran Bretanya, sobretot a Shropshire, l'extremitat occidental del qual és tradicionalment gal·lesoparlant, així com a Londres, que té 50.000 gal·lesoparlants. També hi ha un nombre indeterminat d'emigrants als EUA, Canadà, Austràlia, Nova Zelanda i Sud-àfrica, que pot ser que encara el parlen.
Segons un cens de població dut a terme l'any 2001, les zones del país de Gal·les on hi ha més parlants d'aquesta llengua són, en aquest ordre, els comtats de Gwynedd (76,1%), Ynys Môn (70,4%), Sir Gaerfyrddin (63,6%) i Ceredigion (61,2%). A la capital del país, Cardiff (anomenada Caerdydd en gal·lès), s'hi troben un 16,3% de parlants.

## Gramàtica
Gramaticalment, destaca el fet que moltes consonants inicials de mot canvien segons el context fonètic, és a dir, es tornen una altra consonant si la segueixen determinats sons, i gramaticalment, quan la segueixen altres tipus de paraula, com ara articles o determinants. Hi ha molta distància, comparat amb altres idiomes, entre la llengua escrita i l'oral, fragmentada en diversos dialectes. Igual que el bretó, els pronoms es poden "conjugar" amb determinades preposicions. Quant al vocabulari, el gal·lès admet compostos molt llargs, que sobten els que no parlen la llengua.

### Fonologia

#### Consonants
El gal·lès té els següents fonemes consonants:
|            | Bilabial | Labiodental | Labiovelar | Dental | Alveolar | Alveolar lateral | Postalveolar | Palatal | Velar | Glotal |
| Oclusiu    | p b      |             |            |        | t d      |                  |              |         | k g   |        |
| Africat    |          |             |            |        |          |                  | tʃ dʒ        |         |       |        |
| Nasal      | (m̥) m    |             |            |        | (n̥) n    |                  |              |         | (ŋ̊) ŋ |        |
| Fricatiu   |          | f v         |            | θ ð    | s (z)    | ɬ                | ʃ            |         | x     | h      |
| Aproximant |          |             | w          |        | r̥ r      | l                |              | j       |       |        |

El fonema /z/ només apareix en paraules prestades no assimilades; els fonemes sords i nasals /m̥/, /n̥/, /ŋ̊/ només apareix a conseqüència de la mutació nasal.

### Ortografia
| Lletra/es | IPA           | Nom                                   |
| --------- | ------------- | ------------------------------------- |
| a         | /a/           | â                                     |
| b         | /b/           | bi, buh                               |
| c         | /k/           | ec, cuh                               |
| ch        | /x/           | ech                                   |
| d         | /d/           | di, duh                               |
| dd        | /ð/           | edd                                   |
| e         | /ɛ/           | ê                                     |
| f         | /v/           | ef, v (com a Tarragona o en valencià) |
| ff        | /f/           | eff                                   |
| g         | /g/           | eg, guh                               |
| ng        | /ŋ/           | eng                                   |
| h         | /h/           | hets, huh                             |
| i         | /ɪ/           | î                                     |
| l         | l             | el                                    |
| ll        | /ɬ/           | ell                                   |
| m         | /m/           | em                                    |
| n         | n             | en                                    |
| o         | /ɔ/           | ô                                     |
| p         | /p/           | pi, puh                               |
| ph        | /f/           | ffi, yff                              |
| r         | /r/           | ri, rr                                |
| rh        | /r̥            | rhi, rhuh                             |
| s         | /s/           | es                                    |
| t         | t             | ti, tuh                               |
| th        | /θ/           | eth                                   |
| u         | /ɨ/, /i/      | û                                     |
| w         | /ʊ/           | ŵ                                     |
| y         | /ɨ/, /i/, /ə/ | ŷ                                     |

- h indica la sordesa en mh, nh, and ngh.
- ph apareix ocasionalment en paraules derivades del grec (p. e.: phenol), però més sovint com a resultat de la mutació aspirada (ex.: ei phen-ôl)
- y indica /ə/ en paraules monosil·làbiques o síl·labes no finals, però /ɨ/ o /i/ en qualsevol altre cas.
- u i y es pronuncien sovint /ɨ/ al nord de Gal·les i /i/ al sud.
- si indica /ʃ/ quan va seguida d'una vocal.
- Les lletres que consten de dos caràcters, tanmateix, són tractades com una sola lletra, encara que la mateixa combinació de caràcters poden de vegades arribar a una juxtaposició de dues lletres separades. Per exemple (ordenat en ordre alfabètic, no en ordre lèxic): datysen, dathlu, dectant, dechrau, difywyd, diffaith, dynged, dylunio, dylluan, dyngarol, ddiwedd.

Les vocals també poden ser llargues quan aquestes estan marcades amb un accent circumflex.
| Lletra | IPA        |
| ------ | ---------- |
| â      | /aː/       |
| ê      | /eː/       |
| î      | /iː/       |
| ô      | /oː/       |
| û      | /ɨː/, /iː/ |
| ŵ      | /uː/       |
| ŷ      | /ɨː/, /iː/ |

També té diftongs:
| Lletres | IPA                                          |
| ------- | -------------------------------------------- |
| ae      | /aɪ/                                         |
| ai      | /aɪ/                                         |
| au      | /aɪ/ però com a acabament en plural /a/, /e/ |
| aw      | /aʊ/                                         |
| ei      | /əɪ/                                         |
| eu      | /əɪ/, /əɪ/                                   |
| ew      | /ɛʊ/                                         |
| ey      | /əɪ/, /əɪ/                                   |
| oe      | /ɔɪ/                                         |
| oi      | /ɔɪ/                                         |
| ou      | /ɔɪ/, /ɔɪ/                                   |
| ow      | /ɔɪ/                                         |
| uw      | /ɪʊ/, /ɪʊ/                                   |
| wy      | /ʊɪ/                                         |
| yw      | /ɪʊ/, /ɪʊ/                                   |

- La pronunciació de l'esquerra al nord de Gal·les; la de la dreta al sud de Gal·les.

Les següents només s'utilitzen en paraules prestades estrangeres:
| Lletra | IPA  |
| ------ | ---- |
| j      | /dʒ/ |
| ts     | /tʃ/ |

L'accent en el gal·lès parlat és majoritàriament invariable en la penúltima síl·laba del mot; les poques excepcions n'estan indicades per un accent agut (´), ex.: ffarwél.
El gal·lès també utilitza un accent greu per a marcar les vocals que han de ser curtes, quan se suposa que aqueixa vocal ha de ser llarga. La posició de l'accent significa que paraules relacionades o conceptes (incloent-hi plurals) poden sonar un poc diferents quan les síl·labes s'afigen al final de la paraula i l'accent es mou amb correspondència, ex.:
- Ysgrif — /ˈəsgriv/ - un article o una redaccció
- Ysgrifen — /əsˈgriven/ - escrivint
- Ysgrifeniadau — /əsgriveˈnjada/ - escrits
- Ysgrifenedig — /əsgriveˈnedig/ - escrit (part. passat)
- Ysgrifennu — /əsgriˈvenɨ/ - escriure
- Ysgrifennydd — /əsgriˈvenɨð/ - secretari
- Ysgrifennyddes — /əsgriveˈnəðes/ - secretària
- Ysgrifenyddion — /əsgriveˈnəðjon/ - secretaris

(Tingueu en compte que si s'afegeix una síl·laba a ysgrifennydd per tal de formar ysgrifennyddes canvia la pronunciació de la segona "y". Açò és perquè la pronunciació de "y" depèn de si es troba o no en la síl·laba final.)
La connexió entre la paraula gal·lesa ysgrif i la llatina scribo, 'escric', de la qual deriva, és bastant clara, prenent en consideració els canvis diacrònics dels sons.

### Nombres, sistema numeral
El sistema numèric tradicional que es fa servir en la llengua gal·lesa és vigesimal, és a dir, basat en grups de vint, com en francès o en èuscar (llengua de la qual, de fet, es deriva el sistema emprat pels francesos en l'actualitat). Així doncs, els nombres del 21 al 39 són "1-19 sobre vint", el quaranta és "dos vints", 60 és "tres vints", etc. També hi ha un sistema decimal, més popular entre el jovent i més comú al sud de Gal·les, i que també sembla el més freqüentment emprat en el gal·lès parlat a la Patagònia, en què els nombres esdevenen "x desenes y", per exemple, trenta-cinc en decimal és tri deg pump (tres deu cinc), mentre que en vigesimal és pymtheg ar ugain (quinze [cinc-deu en si mateix] en vint). Una complicació afegida és el fet que mentre que només hi ha una paraula per a u, hi ha formes femenines i masculines per als nombres "dos", dau i dwy, "tres", tri i tair, i "quatre", pedwar i pedair, que s'han de correspondre amb el gènere gramatical dels objectes comptats.

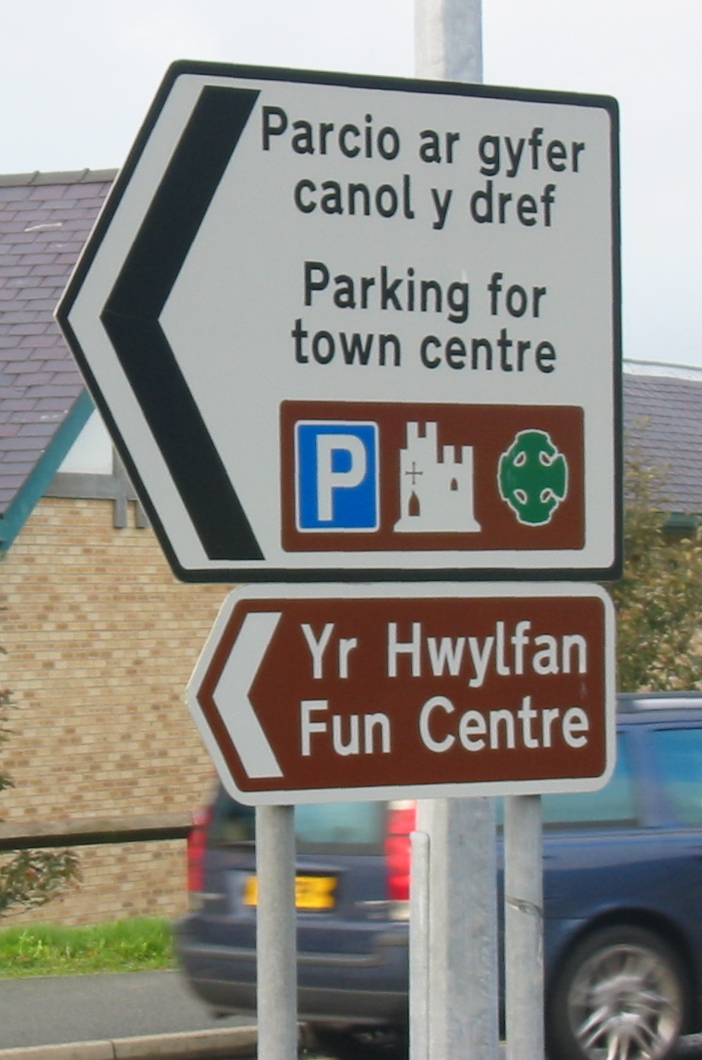
Cartell bilingüe a Gal·les, a Caernarfon

| Nombre' | Sistema vigesimal                                    | Sistema decimal                             |
| ------- | ---------------------------------------------------- | ------------------------------------------- |
| 1       | un                                                   | un                                          |
| 2       | dau (m), dwy (f)                                     | dau (m), dwy (f)                            |
| 3       | tri (m), tair (f)                                    | tri (m), tair (f)                           |
| 4       | pedwar (m), pedair (f)                               | pedwar (m), pedair (f)                      |
| 5       | pump                                                 | pump                                        |
| 6       | chwech                                               | chwech                                      |
| 7       | saith                                                | saith                                       |
| 8       | wyth                                                 | wyth                                        |
| 9       | naw                                                  | naw                                         |
| 10      | deg                                                  | deg                                         |
| 11      | un ar ddeg                                           | un deg un                                   |
| 12      | deuddeg                                              | un deg dau, un deg dwy                      |
| 13      | tri ar ddeg, tair ar ddeg                            | un deg tri, un deg tair                     |
| 14      | pedwar ar ddeg, pedair ar ddeg                       | un deg pedwar, un deg pedair                |
| 15      | pymtheg                                              | un deg pump                                 |
| 16      | un ar bymtheg (1+15)                                 | un deg chwech                               |
| 17      | dau ar bymtheg, dwy ar bymtheg (2+15)                | un deg saith                                |
| 18      | deunaw (2x9), tri ar bymtheg, tair ar bymtheg (3+15) | un deg wyth                                 |
| 19      | pedwar ar bymtheg, pedair ar bymtheg (4+15)          | un deg naw                                  |
| 20      | ugain                                                | dau ddeg                                    |
| 21      | un ar hugain                                         | dau ddeg un                                 |
| 22      | dau ar hugain (m), dwy ar hugain (f)                 | dau ddeg dau                                |
| 23      | tri ar hugain (m), tair ar hugain (f)                | dau ddeg tri                                |
| 24      | pedwar ar hugain (m), pedair ar hugain (f)           | dau ddeg pedwar                             |
| 25      | pump ar hugain                                       | dau ddeg pump                               |
| 26      | chwech ar hugain                                     | dau ddeg chwech                             |
| 27      | saith ar hugain                                      | dau ddeg saith                              |
| 28      | wyth ar hugain                                       | dau ddeg wyth                               |
| 29      | naw ar hugain                                        | dau ddeg naw                                |
| 30      | deg ar hugain (10+20)                                | tri deg                                     |
| 31      | un ar ddeg ar hugain (1+10+20)                       | tri deg un                                  |
| 32      | deuddeg ar hugain                                    | tri deg dau                                 |
| etc     |                                                      |                                             |
| 40      | deugain (2x20)                                       | pedwar deg                                  |
| 50      | hanner cant (mig 100)                                | pump deg                                    |
| 60      | trigain (3x20)                                       | chwe deg                                    |
| 70      | deg a thrigain 10+(3x20)                             | saith deg                                   |
| 100     | cant                                                 | cant                                        |
| 200     | dau gant                                             | dau gant                                    |
| 500     | pump cant (pum cant llengua informal)                | pump cant (pum cant llengua informal)       |
| 600     | chwech chant (chwe' chant llengua informal)          | chwech chant (chwe' chant llengua informal) |
| 1000    | mil                                                  | mil                                         |
| 2000    | dwy fil                                              | dwy fil                                     |

### Mutació
La mutació del so inicial de paraula és un element comú de les sis llengües celtes parlades en l'actualitat. Aquest canvi no és només fonètic, sinó que també té un rol gramatical dins de la frase. En gal·lès, doncs, existeixen tres tipus de mutació. Aquestes s'anomenen generalment mutació suau (equivalent del que s'anomena eclipsi en gaèlic), mutació nasal i mutació aspirada. Així, doncs, segons on es trobi la paraula i segons el tipus de mot que la precedeixi, la primera lletra d'aquesta pot efectuar un canvi. Aquesta és una petita guia dels canvis fonètics (comproveu-ne la pronúncia a la taula del començament de l'article)
Mutació suau
- p - b
- t - d
- c - g
- b - f
- d - dd
- g - (desapareix)
- m - f
- ll - l
- rh - r

Mutació nasal
- p - mh
- t - nh
- c - ngh
- b - m
- d - n
- g - ng

Mutació aspirada
- p - ph
- t - th
- c - ch

### Pronoms preposicionals
Una altra de les característiques que defineixen les llengües de la branca cèltica és l'existència de preposicions que es "conjuguen". És a dir, les preposicions canvien en funció del pronom personal que les segueix.
Per exemple:
am - sobre (forma bàsica)
- amdana i - sobre mi
- amdanat ti - sobre tu
- amdano fe - sobre ell
- amdani hi - sobre ella
- amdanon ni - sobre nosaltres
- amdanoch chi - sobre vosaltres
- amdanyn nhw - sobre ell(e)s

### Altres característiques gramaticals
- Possessius que es comporten com a pronoms de complement directe. L'equivalent gal·lès d'una expressió com ara M'agrada en Rhodri seria Dw i'n hoffi Rhodri (lit.: 'm'està agradant en Rhodri'), però m'agrada ell seria dw i'n ei hoffi fe - literalment 'jo soc el seu agradant a ell'; "m'agrades" és dw i'n dy hoffi di ('jo soc el teu agradant a tu'), etc.
- Un ús significatiu de verbs auxiliars. Mentre que l'anglès pot fer servir els verbs tant directament com amb l'ajuda d'un verb auxiliar (compareu I go i I'm going, per posar-ne un exemple clar), el gal·lès s'inclina clarament cap a l'ús d'auxiliars. En les formes de present, tots els verbs són emprats amb el verb auxiliar bod ('ser'), així dwi'n mind és literalment 'estic anant', però també pot significar senzillament 'vaig'. En les formes de passat i futur, hi ha formes conjugades per a tots els verbs (que són invariablement emprades en el llenguatge escrit), però és molt més comú de fer servir avui en dia en la llengua parlada el substantiu verbal o berfenw, més o menys equivalent a l'infinitiu en altres llengües, juntament amb formes conjugades del verb gwneud ('fer'), de manera que "vaig anar" pot ser mi es o mi wnes i fynd, i "aniré", pot ser tant mi a'i o mi wna i fynd. També hi ha una altra forma de futur en la qual es fa servir l'auxiliar bod, resultant en fydda i'n mynd (la millor traducció del qual podria ser 'aniré anant'), i un temps d'imperfet, també fent servir el verb bod: així doncs, roweddwn i'n mynd, 'anava'.
- Marcadors d'afirmació. Mi (principalment al nord) i Fe (sobretot al sud) es poden trobar sovint davant de verbs conjugats per a mostrar que són declaratius. És una formació col·loquial i no és pas freqüent de veure'ls en la llengua gal·lesa escrita o en un llenguatge més formal.

### Expressions freqüents
Aquí podeu trobar una llista d'expressions d'ús habitual:

#### Salutacions i expressions quotidianes
- Sut mae! - Hola!
- Bore da! - Bon dia!
- Prynhawn da! - Bona tarda!
- Noswaith dda! - Bona nit / vespre!
- Nos da! - Bona nit! (en anar a dormir)
- Sut dych chi? / Sut wyt ti? - Com va?
- Da iawn. - Molt bé
- Eitha' da. - Força bé
- Iawn. - Bé
- Dim yn dda. - No gaire bé
- Diolch - Gràcies
- Hwyl! - Adéu!
- Da boch! - Adéu-siau!
- Mae'n braf cwrdd â chi. - Encantat

#### Frases bàsiques
- Pwy ydych chi? - Qui ets?
- Dafydd ydw i - Soc en Dafydd
- Ble rydych chi'n byw? - On vius?
- Ryw i'n byw yn... - Visc a...

(Nota: després de la preposició yn ('a'), cal que la següent paraula faci servir la mutació nasal.)
- ...yng Nghaerdydd - ...a Cardiff (Caerdydd) [c→ngh]
- ...ym Mangor - ...a Bangor (Bangor) [b → m]
- ...ym Mhowys - ...a Powys (Powys) [p→mh]
- ...yng Nghymru - ...a Gal·les (Cymru) [c→ngh]
- O ble rydych chin' dod? - D'on véns? / D'on ets?

(Nota: després de la preposició o ('de', 'des de'), cal que la següent paraula faci servir la mutació suau.
- Rydw i'n dod o... - Vinc de... / Soc de...
- ...o Gymru - ...de Gal·les (Cymru) [c→g]
- ...o Gaerdydd - ...de Cardiff (Caerdydd) [c→g]
- ...o Ddyfed - ...de Dyfed (Dyfed) [d→dd]
- ...o Lundain - ...de Londres (Llundain) [l→ll]
- ...o Fangor - ...de Bangor (Bangor) [b→f]

Les paraules gal·leses "Pont" i "Castell" tenen el mateix significat que en català.